# المرأة السوفيتية في الحرب العالمية الثانية
لعبت المرأة السوفيتية دوراً هاماً في الحرب العالمية الثانية (والتي عرفت جبهتها الشرقية في الاتحاد السوفيتي بالحرب الوطنية العظمى)؛ حيث خدمت معظمهن في مجالات الصناعة والنقل والزراعة والمجالات المدنية الأخرى، وعملن لفترتي عمل؛ ليتمكن الرجال من التفرغ للحرب والأعمال العسكرية، ولم يكتفين بذلك بل خدمت الكثيرات في الجيش، أغلبهن في الوحدات الصحية.
خدمت 800,000 امرأة في القوات المسلحة السوفيتية خلال الحرب، أي ما يعادل 3% من العاملين بها، وقد تلقت 200,000 امرأة الأوسمة، و89 منهن تلقين جائزة بطل الاتحاد السوفيتي أعلى جوائز الاتحاد السوفيتي، عملت بعضهن في الطيران والقناصة والمدفعية الآلية وأطقم الدبابات وأدوار مساعدة أخرى.
في البداية عندما هاجمت ألمانيا الاتحاد السوفيتي في 22 يونيو 1941 انسحبت آلاف النساء المتطوعات، لكن فيما بعد تغير الوضع ليضمن دوراً أكبر للمرأة؛ وذلك بفضل عاملين: الأول هو خسائر الألمان في عملية بارباروسا، والثاني جهود النساء وإصرارهن. في المراحل الأولى للحرب، وأسرع وسيلة للتقدم في الجيش هي العمل في الوحدات الصحية ووحدات المساعدة.

## الطيران

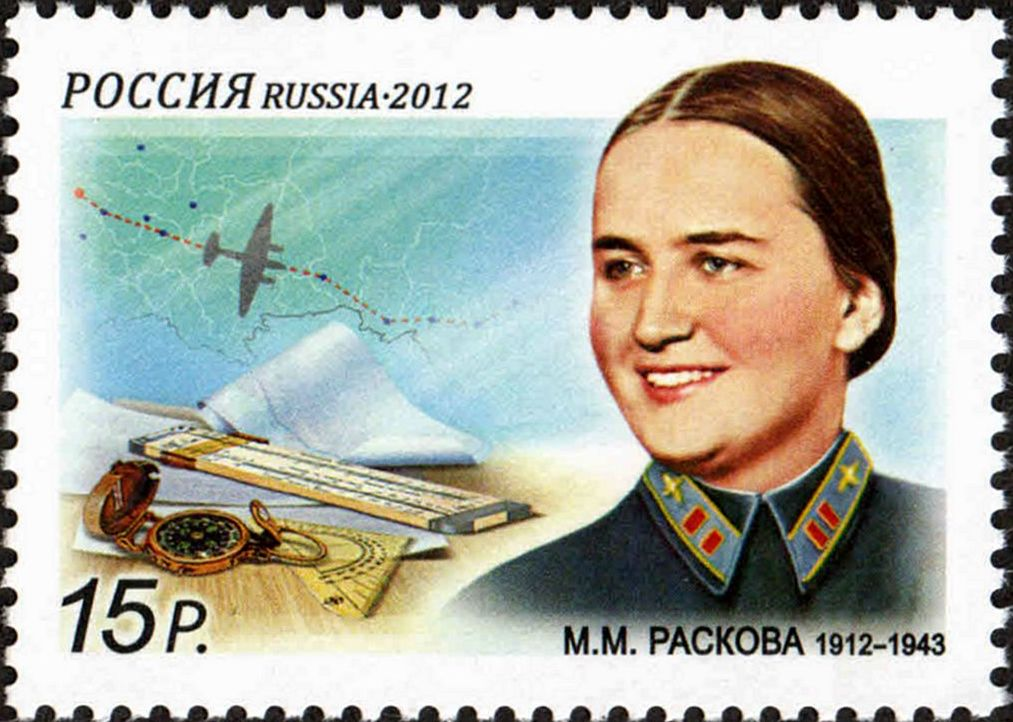
صورة مارينا راسكوفا على طابع بريد روسي

فيما يتعلق بالنساء اللواتي عملن في الطيران، كانت مارينا راسكوفا الطيارة الروسية الشهيرة (والمعروفة بأميليا إيرهارت روسيا)، اشتهرت كطيارة وملاحة في الثلاثينات، وكانت أول امرأة تعمل كطيارة في القوات الجوية السوفيتية عام 1933، وبعد عام بدأت بالتدريس في أكاديمية الطيران الروسية «زوكوفسكي» كأول امرأة أيضاً. عندما قامت الحرب العالمية الثانية، كانت هناك العديد من المساء اللاتي تدربن على الطيران وتطوعن على الفور، وكانت طلباتهن عرضة للرفض والمماطلة رغم عدم وجود قيود رسمية على عمل النساء في مهام قتالية لأجل ثنيهن عن المشاركة. وعن طريق الاتصال المباشر بجوزيف ستالين، تمكنت راسكوفا من إقناع الجيش بتكوين ثلاث وحدات قتالية من النساء والعمل ليس فقط كطيارات، لكن كمهندسات أيضاً. وبذلك كان الاتحاد السوفيتي أول دولة تسمح للطيارات النساء بالعمل في المهام القتالية، وقد قامت هذه الأفواج بقوة المئات من النساء بأكثر من 30,000 طلعة جوية.

## القوات البرية
عملت النساء أيضاً في سلاح القناصة كنينا لوبكوفسكاي والأوكرانية لودميلا بافيلتشينكو (التي قتلت أكثر من 300 جندي ألماني)، وقد وجد السوفيت ان العمل في القناصة يناسب النساء؛ إذ يتطلب الصبر والتأني وتجنب القتال وجهاً لوجه. وقد عملت النساء كمسعفات وسياسيات وفي الاتصالات العسكرية، وفي قيادة الدبابات وعلى الرشاشات. عملت مانشوك ماميتوفا (من كازاخستان) في المدفعية الآلية، وكانت أول امراة سوفيتية آسيوية تحصل على وسام بطل الاتحاد السوفيتي لما أبدته من استبسال، وحصلت ماريا أوكتيابراسكايا والأوكرانية أليكساندرا ساموسينكو سائقاتا الدبابات على نفس الوسام.
قادت النساء أغلب الصواريخ المضادة للطائرات في ستالينجراد، وبعضها انخرطت في القتال البري أيضاً كصواريخ 1077th المضادة للطائرات.
نتيجة للخسائر الفادحة التي لحقت بالجنود الذكور، سمح ستالين بالخطة التي تستبدل الذكور بالإناث في صفوف الدفاع الثانية كالمدافع المضادة للطائرات والمساعدات الطبية؛ مما سمح للنساء بالمشاركة في القتال تدريجياً. على سبيل المثال، شكلت النساء 43% من الأطباء الذين يتطلب عملهم حمل البنادق أثناء إنقاذ الرجال من مناطق إطلاق النار. وعن طريق تلك الفرص اكتسبت النساء مصداقيتهن في الجيش، وبلغ عددهن في نهاية المطاف 500,000 امرأة.

## بارتيزان
شكلت النساء أعداداً كبيرة من بارتيزان السوفيت، وإحدى أبرز البارتيزان زويا كوزمودميانيسكايا. وقد تطوعت في وحدة البارتيزان وهي لا تزال في الثامنة عشرة من عمرها في المدرسة الثانوية في موسكو، في قرية أوبوخوفو بالقرب من نارو-فومينسك، عبرت كوزمودميانيسكايا وأعضاء البارتيزان الآخرون خط الجبهة إلى المناطق المحتلة من قبل الألمان، وتم القبض عليها من قبل النازيين أثناء قيامها بمهمة قتالية في محافظة موسكو في نوفمبر 1941، وتعرضت للتعذيب الوحشي لكنها لم تدلِ بأسماء زملائها أو اسمها الحقيقي الذي ادعت أنه «تانيا»، وتم شنقها في 29 نوفمبر 1941. ويقال أنها ألقت خطاباً قبل وفاتها كانت كلماته الختامية كالتالي: «يبلغ عددنا المائتي مليون، لا يمكنكم التخلص منا جميعاً»، وكانت أول امرأة تحصل على وسام بطل الاتحاد السوفيتي أثناء الحرب (16 فبراير 1942).
أما أصغر امرأة تحصل على وسام بطل الاتحاد السوفيتي فهي زينيدا بورتنوفا التي كانت في زيارة قريبة لها عندما هاجم الألمان وحوصرت خلف الخطوط الألمانية. وفي عام 1942 في سن الخامسة عشرة، وبعدما رأت وحشية قوات الاحتلال، انضمت بورتنوفا إلى البارتيزان في جمهورية بيلاروسيا الاشتراكية السوفيتية فخبأت الأسلحة للبارتيزان ووزعت المنشورات وقامت بأعمال تخريبية. ألقي القبض عليها عام 1944، فأصابت أحدهم أثناء محاولتها الهرب، لكنها لم تفلح فقبض عليها وتم قتلها بعد فترة وجيزة من ذكرى ميلادها الثامنة عشرة. عام 1958 أصبحت بورتنوفا بعد وفاتها بطلة الاتحاد السوفيتي، وتم عمل نصب تذكاري لها في مينسك، وسميت بعض الحركات الشبابية باسمها.

## النساء السوفيت في الحرب: دعاية وتجارب حية

### بطلات سوفييت في الإعلام

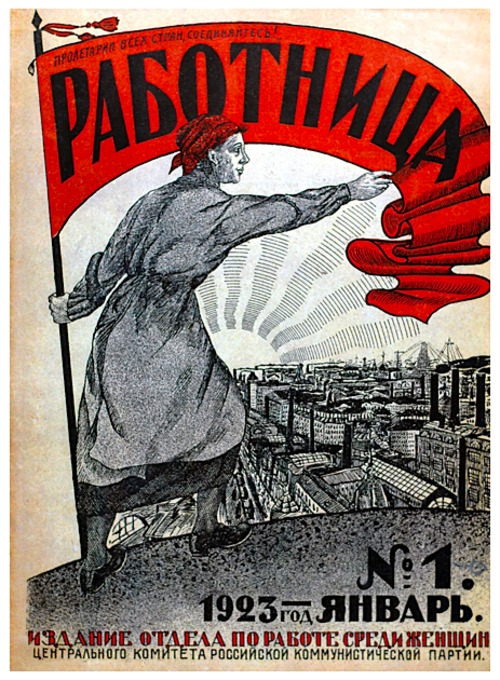
عدد من مجلة المرأة العاملة "Rabotnitsa"

خلال الحرب العالمية الثانية، ظهرت المرأة السوفيتية في دعاية الحرب مرات عديدة، فبين عامي 1939 و1941، وخوفاً من توسعية الألمان، حثت الدعاية السوفيتية النساء على على تدريب الدفاع المدني شبه العسكري، وبعد الهجوم الألماني عام 1941. وقد صورت الدعاية النساء المشاركات في كل ما يتعلق بالحرب في الوحدات الطبية أو البارتيزان. وقبل النقص الشديد في الجنود الذكور عام 1942، عندما كان محظوراً على النساء العمل في مواقع قتالية، احتفت الدعاية السوفيتية بالنساء المشاركات في الجبهة الداخلية. وفي مارس 1942، عندما شرعت المفوضية الشعبية للدفاع في تجنيد النساء ليحللن محل الرجال في بعض الأدوار القتالية، أخذت الدعاية السوفيتية تكرم بطلات الحرب.
استخدم الاتحاد السوفيتي الدعاية للاحتفاء بالبطلات؛ لحث المزيد من النساء على التجنيد؛ لذا وجهت الدولة هذه الأخبار فقط إلى اللواتي يمكنهن العمل على خط الجبهة. وقد حثت المجلات النسائية كمجلة "Rabotnitsa" (المرأة العاملة) النساء على أداء واجبهن الوطني وحمل السلاح اقتداء بالنساء الشجاعات. ونظراً لأهمية العمل الزراعي للجهد الحربي أشارت المقالات الموجهة للنساء الفلاحات إلى البارتيزان فقط. تجاهل الإعلام المشاركة الواسعة للمجندات وأخفت عدد النساء في المواقع القتالية.
ومع زيادة أعداد المجندات، لم يعد بإمكان الإعلام تجاهل إسهامات النساء في الحرب، فتم تصويرهن عند خطاب شرائح واسعة من الجمهور كسيدات جميلات تَفِضن بالطاقة والحماس، كما أظهرت المجندات الكُبرَيات سناً في صورة الأمهات اللاتي يعتنين بالجنود، والصغريات في صورة الأخوات. وبذلك، صور الإعلام السوفيتي القوات المسلحة كأسرة واحدة تحمي الوطن ببسالة ضد العدوان الفاشي.

### التحديات التي واجهتها المجندات السوفيت
برغم الصورة المثالية التي رسمتها الدعاية السوفيتية، واجهت النساء العديد من التحديات في الجيش الذي يهيمن عليه الذكور. أولاً، كافحت النساء للحصول على أدوار قتالية على الجبهة.وبرغم تأكيد دستور ستالين عام 1936 أن النساء أحرار تماماً إلا أن الدولة لا زالت تعتبر النساء غير ملائمات للقتال؛ لذا عندما اندلعت الحرب عام 1941، رفضت الدولة آلاف النساء اللواتي أردن الدفاع عن الوطن في الجبهة. حتى بعد إنشاء وحدات القتال المختلطة أو الخاصة بالإناث فقط، تمت إعادة النساء إلى الخطوط الخلفية، بل وكن يعاقبن بشدة إن خالفن هذه التعليمات.
وجود النساء والرجال معاً في المعسكرات المختلطة فرض على النساء الكثير من التحديات. وقد اشتكت الكثيرات أن الرجال في هذه المعسكرات يسعون إلى التخلص منهن، ويحرمونهن من المعاملة المتكافئة، وأن ذلك كان من أصعب التحديات التي واجهنها. وقد قوّض الكثير من الرجال سلطة الضباط الإناث، وعندما كن يشتكين من عدم قدرتهن على السيطرة على مرؤوسيهن، فيجيب الرجال بأن النساء أقل منهم شأناً. وفي بعض الأحيان كانت تصل حدة العلاقة بين النساء والرجال إلى التحرش والاعتداء الجنسي؛ مما أدى إلى العدوى المنقولة جنسياً والحمل غير المخطط له.
وقد كانت بعض النساء غير مستعدات لظروف الحياة القاسية والعلاقات المتوترة التي واجهنها مع الرجال، وبعضهن تم تجنيدهن رغم مرضهن أو حملهن أو عدم ملائمتهن للخدمة العسكرية. وقد كافحت بعضهن للتأقلم مع الحياة العسكرية، مما حدا بالبعض إلى الفرار أو الانتحار، وقد عزا الجيش السوفيتي هذه التصرفات بالغة القسوة إلى أخطاء فردية.

### النساء والحرب والدولة السوفيتية
تكشف المفارقة الصارخة بين الصعوبات التي لاقتها النساء في الخدمة العسكرية والصورة التي صورها لهن الإعلام السوفيتي عن وضع النساء «المتحررات» في المجتمع السوفيتي. تحتج كونز وفيزلر بأن البلاشفة الأُول أكدوا على مساواة النساء بالرجال في الاتحاد السوفيتي، لكن في الثلاثينات، روج إعلام ستالين على صورة المرأة القابعة في المنزل التي ترعى أطفالها. هذا المفهوم المتناقض لدور المرأة في المجتمع يماثل موقف الدولة تجاه الإناث في الجيش؛ فواجب المرأة تجاه الوطن لم يشمل القتال من أجله إلا بعدما أصبح من الضروري إدماج النساء في ساحة القتال. وحتى بعدما أصبح من غير الممكن تجاهل دور المرأة، لم يفصح الإعلام عن كافة جهودهن.
عملت الدعاية المتعلقة بالمجندات النساء على الحفاظ على هيمنة الذكور، فصورت النساء في صورة الأم والأخت، الأمر الذي يتماشى مع دور المرأة في المجتمع السوفيتي. وقد أكد الإعلام أن النساء انضممن إلى الجيش لأسباب وطنية كالدفاع عن الوطن أو الانتقام للأقارب الذين قتلوا في الحرب. وقد أوضحت هذه الدوافع الجديرة بالثناء قدرة النساء على القتال، مما يتعارض مع الأدوار المحددة للجنسين.
قاوم الاتحاد السوفيتي نشر فكرة تجنيد النساء، عن طريق استخدام الدعاية التي تبرر انخراط المرأة في الحرب بعدما أصبح ذلك ضرورة لا غنى عنها. وقد احتجت كونز وفيزلر على أنه بعدما أصبحت مشاركة المرأة غير ضرورية ولم يعد للنساء ظهور في الإعلام، كما حظرت الدولة على النساء المشاركة في موكب نصر موسكو. وقد تم تجاهل ما حققته مشاركة النساء في سبيل تحررهن بعد الحرب، وشجعت الدولة النساء على العودة إلى واجباتهن المنزلية.